# Ditlev Revenfeld
Ditlev Revenfeld (født 1684 på Sandbjerg Gods, død 18. juli 1746 i Rendsborg) var en dansk officer og overkrigssekretær.
Af grev Conrad Reventlows 3 uægte børn, som 1695 adledes med navnet Revenfeld, var Ditlev, den ældste, født 1684 på Sandbjerg. 1686 fik han af faderen gavebrev på Vandlinggård ved Haderslev, som dog atter blev solgt 1701. 1700 blev han kornet ved Frederik Ahlefeldts Kyrasserregiment, 1702 løjtnant, kom 1704 til Livregiment til Hest, blev 1705 kaptajnløjtnant og karakteriseret ritmester, 1706 virkelig ritmester ved Carl Rudolph af Württemberg-Neuenstadts kyrasserer, 1709 ved Livgarden til Hest, 1711 major, 1712 karakteriseret oberst, 1716 chef for 1. jyske Rytterregiment, 1723 for Livregiment til Hest og generalmajor. Han havde deltaget i Den spanske arvefølgekrig og Den Store Nordiske Krig og var blevet hårdt såret ved slaget ved Gadebusch 1712. Efter Johan Christoph von Körbitz' død valgte Frederik IV i begyndelsen af 1727 Revenfeld til overkrigssekretær for hær og flåde, nærmest vel fordi han var dronning Anna Sophies halvbroder. I det mindste omtales han som ubetydelig af udvortes og temmelig indskrænket af forstand. Hans funktionstid, der ikke er kendetegnet ved nogen foranstaltning af interesse, varede til tronskiftet 1730, da han ligesom de øvrige medlemmer af den Reventlow-Holsteinske kreds blev fjernet fra centralstyrelsen. Revenfeld blev foreløbig pensioneret på den måde, at hans svoger Frederik Rostgaard, der blev translatør ved Øresunds Toldkammer, måtte svare Revenfeld halvdelen af embedets indtægter. Dette hørte op 1732, da Revenfeld blev kommandant på Kronborg. 1742 ombyttede han denne post med kommandantskabet i Rendsborg, hvor han døde 18. juli 1746. Han var blevet hvid ridder 1727, generalløjtnant 1734. Gift med Anna Cathrine f. Woldenberg, der antagelig var datter af forhenværende oberstløjtnant ved Livregiment Dragoner Johan Woldenberg.
Han er begravet i Haderslev Domkirke.